# Ардроссан
Ардро́ссан ([ɑrˈdrɒsən]; від шотландської гельської Àird Rosain «мис невеликого мису») — місто на узбережжі Північного Ерширу на південному заході Шотландії. Місто має населення 10 500 осіб і є частиною міської агломерації з Солткотсом і Стівенстоном, відомого як «Три міста». Ардроссан розташований на східному березі затоки Ферт-оф-Клайд.

## Історія

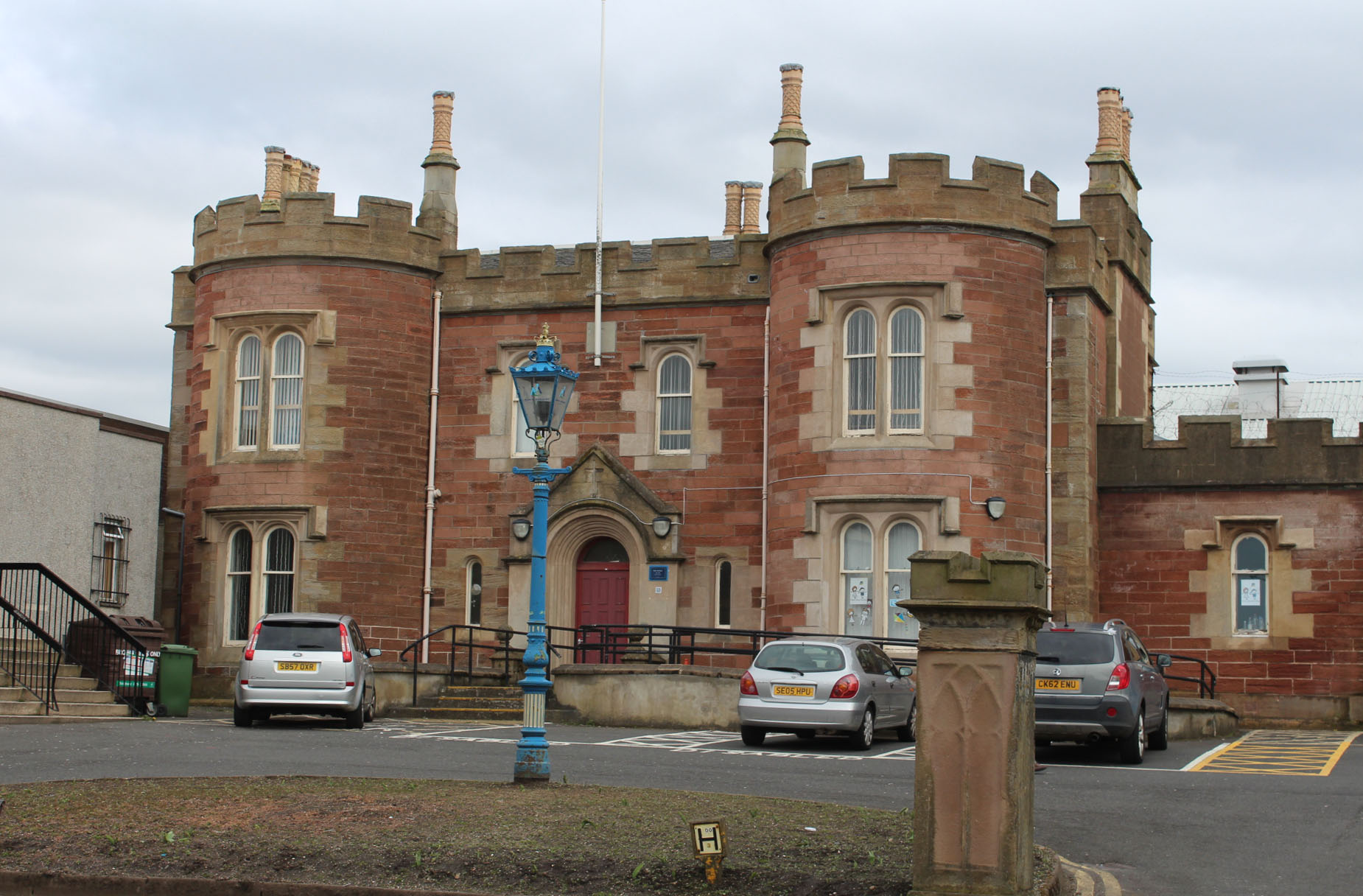
Громадський центр Ардроссан

Заснування Ардроссана можна простежити від будівництва його замку «Кеннон-Хілл», який, як вважають, був побудований приблизно в 1140 році Сімоном де Морвілем. Замок і маєток перейшли до сім'ї Барклаїв (також відомої як Крейг) і через послідовних спадкоємців до XIV століття, коли вони перейшли до сім'ї Еглінтон після смерті Годфрі Барклая де Ардроссана, який помер без спадкоємця. Кажуть, що сер Фергус Барклай, барон Ардроссанський, перебував у союзі з дияволом і в одній зі своїх угод поставив перед дияволом завдання зробити мотузки з піску; не зробивши цього, Диявол від розчарування вдарив замок копитом і залишив відбиток копита з петросоматогліфом.

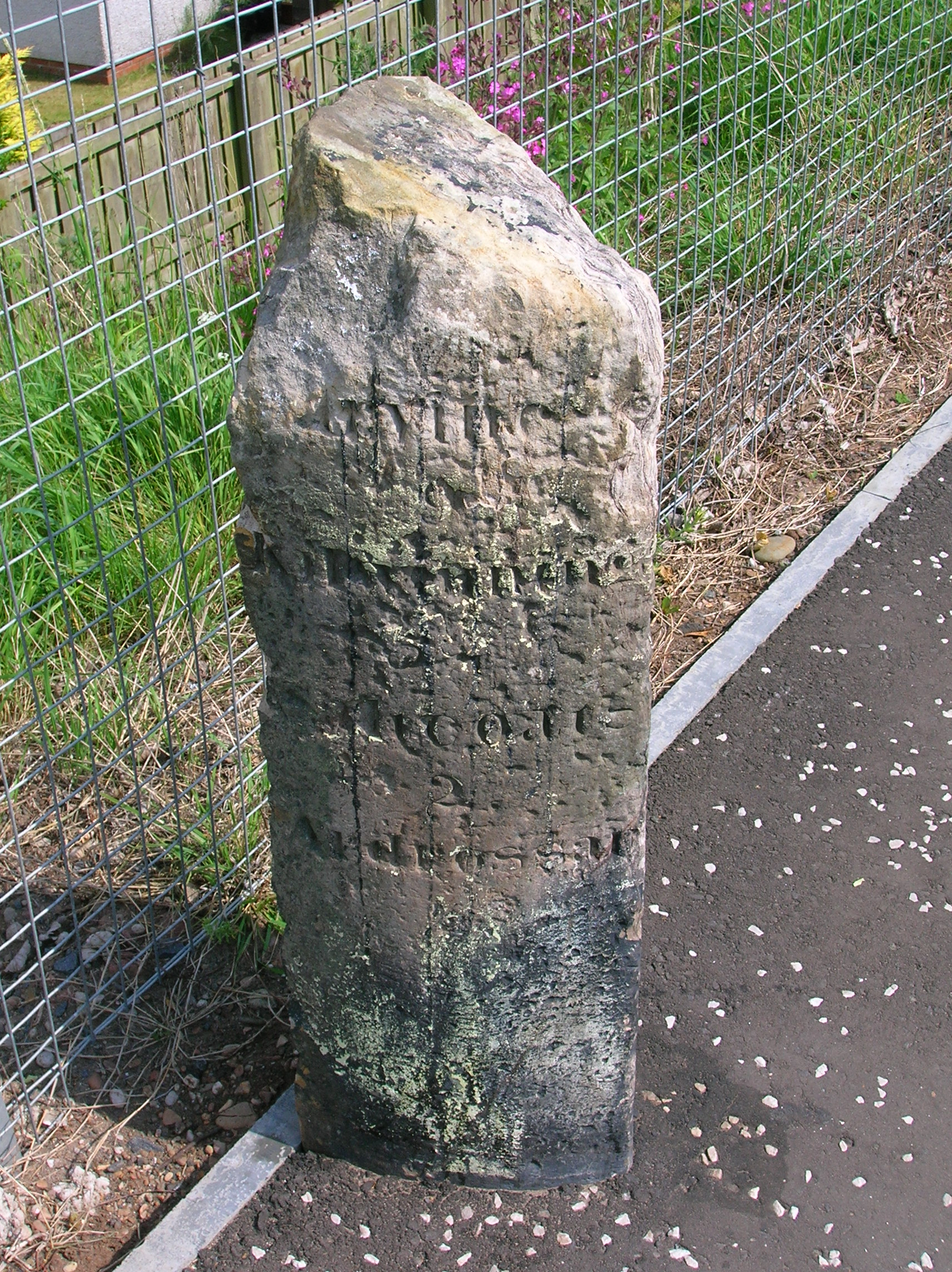
Придорожна стара мітка платної дороги біля Північного пляжу

Замок простояв до 1648 року, коли війська Олівера Кромвеля знищили його, вивізши більшу частину кам’яної кладки в Ер для будівництва цитаделі в Монтгомерістоні. Руїни форту Кромвеля все ще стоять, але зарослі та знаходяться в небезпечному стані.
У 1759 році, 10-й граф Еглінтон сформував стадо стародавньої породи великої рогатої худоби White або Chillingham в Ардроссані, ймовірно, використовуючи поголів’я стада Кадзів. Чисельність впала, і в 1820 році решту тварин розігнали. Усі тварини в стаді були безрогі.
Ардроссан розвивався протягом XVIII-XIX століть завдяки своєму положенню на узбережжі. Експорт вугілля та переробного чавуну до Європи та Північної Америки був основною торгівлею з порту міста, яке стало центром суднобудування. Риболовецькі судна та малі вантажні човни були основою верфі до 1950-х років, коли корабельня припинила своє існування внаслідок іноземної конкуренції. Менший двір, МакКріндля, працював до 1980-х років, перш ніж припинити торгівлю.
Пасажирські перевезення від гавані Ардроссан до Бродіка на острові Арран почалися в 1834 році, а перевезення до Белфаста, Ольстера на півночі Ірландії та до острова Мен почалися відповідно в 1863 і 1892 роках. Плавання Клайда спочатку здійснювалися компанією Glasgow and South Western Railway Company з Вінтон-Пірса та Caledonian Railway з Монтгомері-Пірса. Амбіційний план графа Еглінтона про зв'язок каналу з Глазго так і не був реалізований.
Між 1841 і 1848 роками Ардроссан був частиною «Головної лінії західного узбережжя», еквівалента свого часу. Найшвидший шлях з Лондона до Глазго був потягом до Флітвуда, а потім пакетним судном до Ардроссана. Після 1848 року всю подорож можна було здійснити залізницею, уникаючи Ардроссана.  Посилання на острів Мен більше не працює, спочатку було переміщено до Странраєра, поки всі шотландські послуги не будуть припинені. Shell-Mex керувала [нафтопереробним заводом] від імені Міністерства авіації, на базі консервного заводу для авіаційного палива часів Другої світової війни, і гавань була розширена для причалу танкерів компанії.

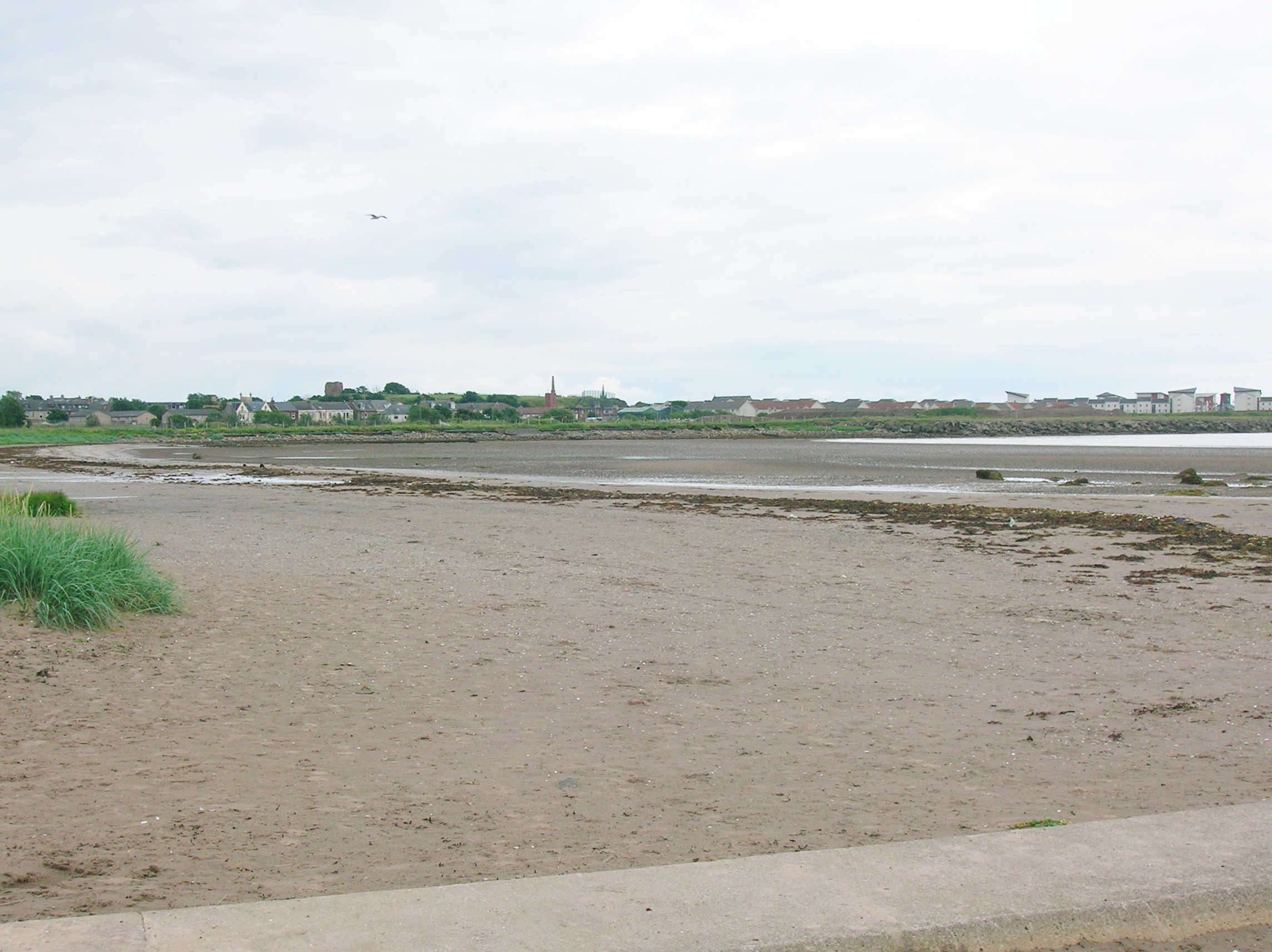
Північна затока Ардроссан - місце вбивства 10-го графа Еглінтона в 1769

Гавань була переобладнана як пристань, а пасажирським і автомобільним поромом до Бродіка керує Caledonian MacBrayne
Ардроссан став містом у 1846 році з ректором, магістратами та комісарами. Після Другої світової війни бург був заснований у громадському центрі Ардроссана. Його статус міста було втрачено в 1974 році після формування Стратклайдської регіональної ради, коли він увійшов до округу Каннінгем. Зараз це частина Північного Ершира, створеного як унітарна влада в 1996 році.

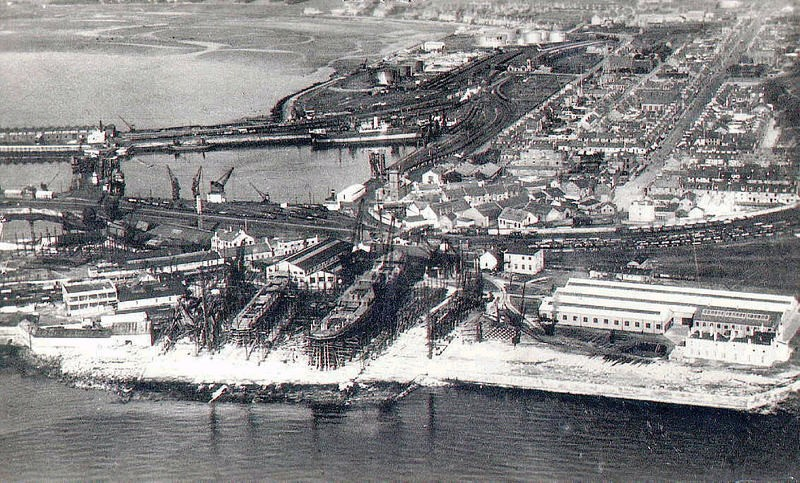
Ардроссан з повітря 1920 рік

У 1921 році Ардроссан був європейським місцем для першого успішного прийому середньохвильових радіосигналів із Північної Америки. Використовуючи довжину хвилі приблизно від 230 до 235 метрів (частота близько 1,3 мегагерца), радіоаматорська група в Коннектикуті надіслала сигнали азбукою Морзе на станцію, встановлену в наметі.

## Транспорт

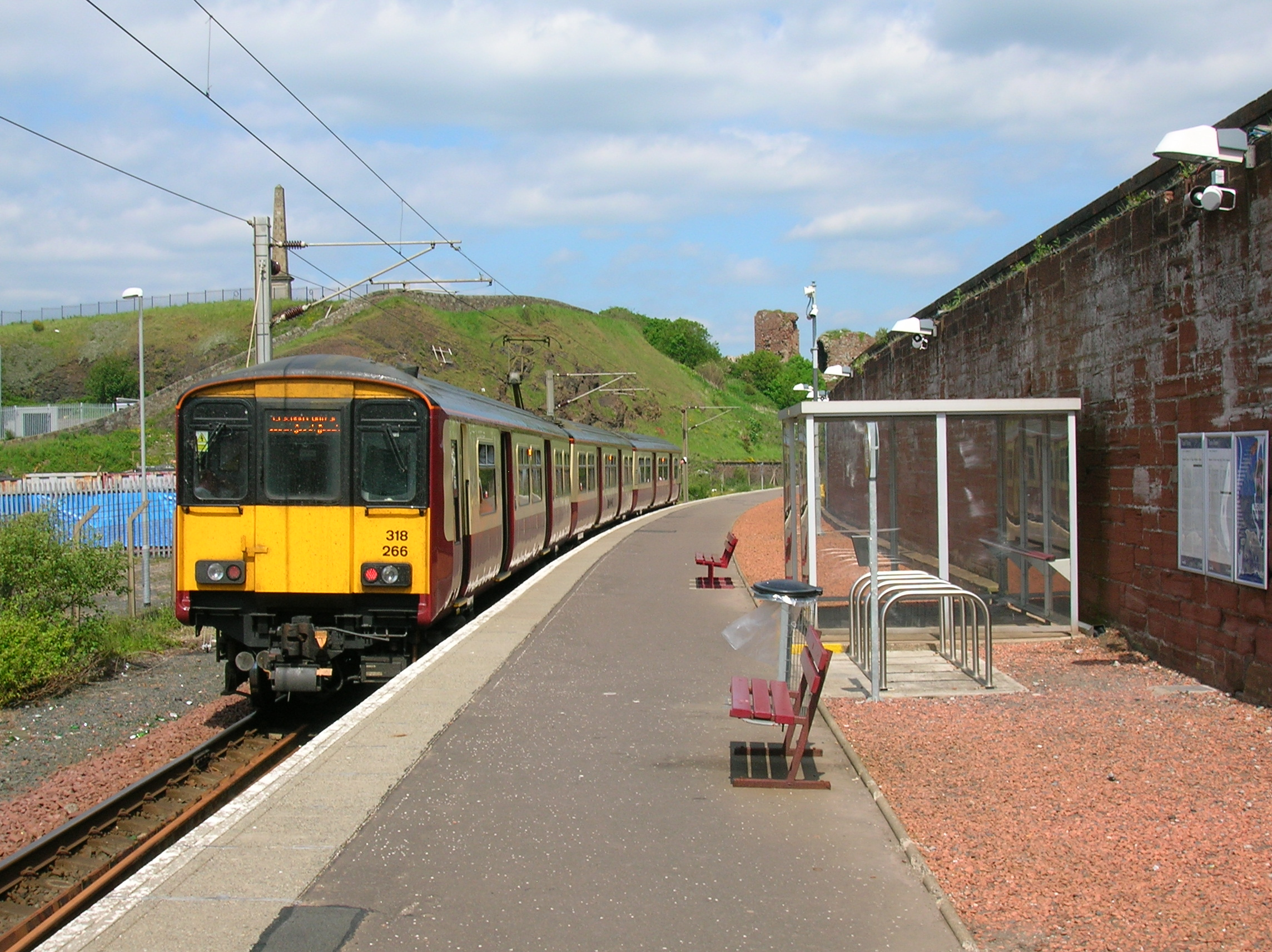
Станція Ардроссан-місто

### Залізниця
Місто має три залізничні станції: Ардроссан Південний пляж, неподалік від межі з Солткотс; Ардроссан місто, закритий 1968 і знову відкритий 1987; і гавань Ардроссан біля порту для порома Арран. Залізнична станція Південний пляж Ардроссан знаходиться на розі узбережжя Ершира, де розходяться лінії до гавані Ардроссан і Ларгс. Є два потяги на годину, які прямують на схід від Ардроссан Південний пляж до Центрального залізничного вокзалу Глазго, один з яких прямує з Ардроссан узбережжя та заходом у місто Ардроссан, а інший — із Ларгса. Усі залізничні послуги від Ардроссан обслуговуються ScotRail.
Є дві закриті залізничні станції: Північний Ардроссан був поруч із вулицею Монтгомері, і залишки платформи все ще можна побачити, хоча реконструкція колишнього бітумного заводу Shell розташована ближче до залишків. Пірс Ардросан Монтгомері знаходився нижче по лінії від Ардроссана Північного, але забудоване узбережжя багатоквартирними будівлями біля гавані не залишила ніяких свідчень про те, що колись тут була залізнична станція. Останній поїзд курсував через ці станції приблизно в 1968 році, хоча на той час вони обслуговували лише літні рейси човнових потягів після припинення регулярних пасажирських перевезень у 1932 році.

### Дороги та автобусне сполучення
Ardrossan пов’язаний з Глазго через дорогу A737 та з Ером через дорогу A78. Об’їзна дорога A78 трьох міст була відкрита в грудні 2004 року та забезпечила покращення місцевого транспортного сполучення, скоротивши час у дорозі. Об’їзна дорога перенаправила інтенсивний рух транспорту з Трьох міст. Автобусне сполучення з містом здійснюється в основному Диліжанс Західна Шотландія.

### Поромні переправи

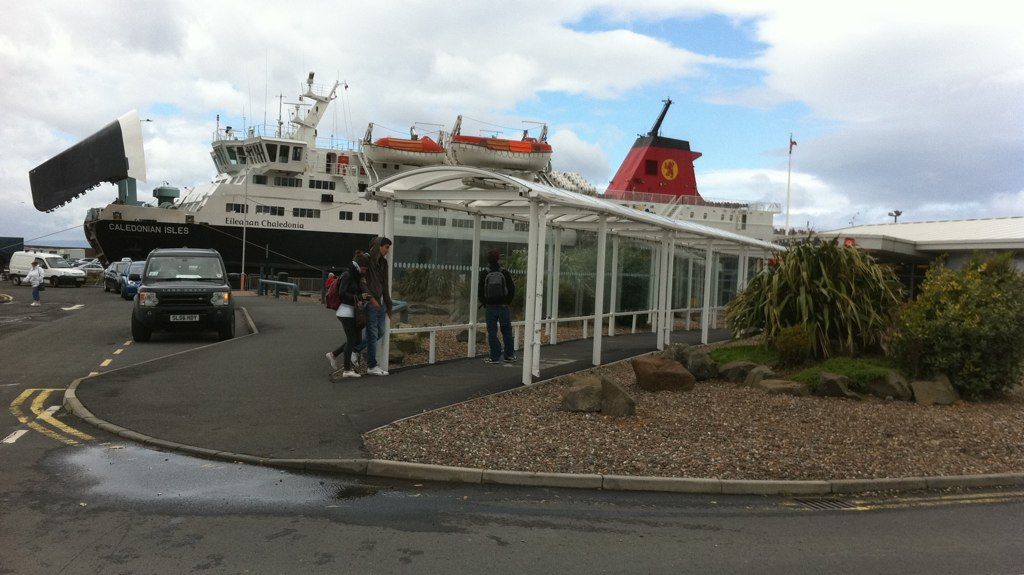
MV(Моторне судно) Каледонські острови (відоме місцевим як пором Арран) у гавані Ардроссан

Регулярне поромне сполучення з Ардроссана до Бродіка на острові Арран діє з 1834 року. Пором відправляється кожні дві години 45 хвилин із понеділка по суботу та займає 55 хвилин. Поромне сполучення до Кемпбелтауна почалося 23 травня 2013 року.
У минулому компанія Ардроссан мала поромне сполучення з Белфастом, а влітку — з островом Мен. Рейс у Белфасті здійснювався компанією Burns and Laird Line, і його останній рейс був запланований у 1976 році. Останнім кораблем, який плавав цим маршрутом, був MV Lion, який був найбільшим автомобільним поромом, що курсував з Ардроссана. Протягом літнього сезону судно на острові Мен здійснювалося компанією Isle of Man Steam Packet Company, і останній рейс був у 1985 році, однак компанія Caledonian MacBrayne кілька сезонів експериментувала з меншим судном, яке здійснювало один зворотний рейс на тиждень.

## Освіта
Ардроссан обслуговується трьома початковими школами (Початкова школа Святого Пітера, початкова школа Стенлі і початкова школа Вінтон) і двома середніми школами: Академія Ардроссана, неконфесійна школа, відкрита в 1882 році, має близько 1050 учнів з Ардроссан, Солткотс, Вест Кілбрайд і Сеймілл; Академія Святого Метьюса в Солткотсі — це середня школа для учнів римо-католиків з Ардроссана.

## Енергія

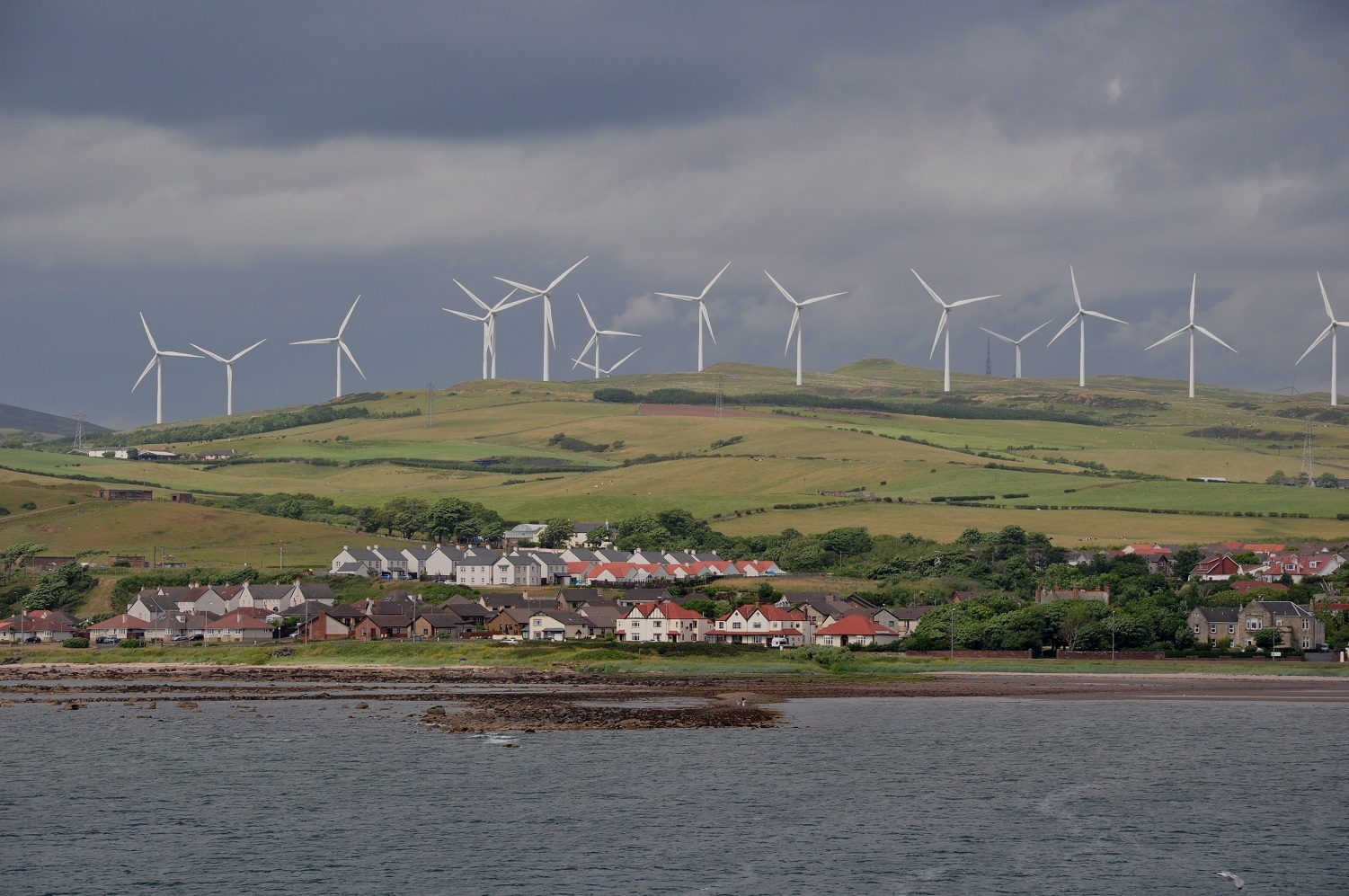
Adrossan windfarm

Ардроссан знаходиться поблизу двох атомних електростанцій: Hunterston A, 360 МВт і Hunterston B, 1215 МВт.
Вітряна електростанція Ardrossan Wind Farm потужністю 24 МВт, відкрита в 2004 році, виходить на місто.

## Релігійні місцини
В Ардроссані є п'ять церков.
- Петра в кайданах — римо-католицький костел. Спроектований Джеком Коя та відкритий у 1938 році. Будівля категорії А, яка є пам’ятником архітектури. Дорогу Хресної дороги написав Арчібальд Доусон.[17]
- Церква Парку є церквою Шотландії.
- Конгрегаційна церква ЄС.
- Церква Назарянина.

## Соціяльно-культурні місця
- Заміський парк Еґлінтон з’єднується з Ардроссаном велодоріжкою Sustrans.
- У 1901 році на Прінсес-стріт є Юніоністський клуб, а в сусідньому містечку Салткотс — Лейбористський соціальний клуб.
- У місті є два дипломатичних представництва, консульство Данії та Норвегії.[18]
- У місті є муніципальне кладовище на Сорбі-роуд, яке було відкрито в 1854 році.[19] Тут знаходяться могили 23 моряків, які загинули під час затоплення HMS Dasher.[20]

## Управління
Ардроссан знаходиться в виборчому окрузі Ершир Північний і Арран в Палаті громад і Північному Каннінгемському виборчому окрузі в парламенті Шотландії. Місце у Вестмінстері займає Шотландська національна партія, а місце в Холіруді отримала Шотландська національна партія від лейбористів на виборах у травні 2007 року лише за 48 голосів.
Історично Ардроссан був частиною виборчих округів парламенту Великобританії - Північний Ершир (1868–1918), Б’ют і Північний Ершир (1918–1983) і Каннінгем Північний (1983–2005). Ці виборчі округи історично повертали депутатів-консерваторів або юніоністів до 1987 року, коли в окрузі перемогла Лейбористська партія.

## Каслхілл
Каслхілл також відомий місцевим жителям як Гарматний пагорб. Історичне стародавнє поховання на Замковій горі зазнало вандалізму в 1950-х роках. Потім одну гробницю перевезли на зберігання до церкви Бароні на Південному Півмісяці.
Доісторичний курган розміром 102 футів на 16 футів на схилі Кеннон-Хілл, неподалік від залізничної станції міста Ардроссан, був розкопаний істориком з Ершира Джоном Смітом у 1890-х роках. Його довжина здебільшого нависала на кілька футів над скелею, яка утворювала скелю-укриття, яке, як показали розкопки, було зайнято з інтервалами протягом значного періоду. Залізничні виробки вирізали поздовжній розріз у кургані, який покривав 1 футовий шар піднятого пляжного піску.
Курган був складений з черепашок, переважно барвінку та лімонника, та кісток тварин. Знайдені реліквії включали кам’яний «якір» із вирізаною навколо нього канавкою для мотузки, можливе кам’яне грузило, уламки дуже грубого молоткового каменю, кераміки ручної роботи, також шматки точеної на колесах, глазурованої кераміки, кістяне долото, дві кістяні голки і т. д. Сьогодні ніяких ознак кургану не видно.